# Folyamikagylók
A folyamikagylók vagy najádok (Unionoida) a kagylók osztályába tartozó rend.

## Rendszerezés
A rendbe az alábbi családok tartoznak:
- Etheriidae
- Margaritiferidae
- Mutelidae
- Folyamikagyló-félék (Unionidae)
- Hyriidae
- Mycetopodidae